# Moszczanica
Moszczanica – wieś w Polsce położona w województwie podkarpackim, w powiecie lubaczowskim, w gminie Stary Dzików.
W latach 1975–1998 miejscowość położona była w województwie przemyskim.
Przez miejscowość przepływa Wirowa, niewielka rzeka dorzecza Wisły, dopływ Tanwi.
Wierni Kościoła rzymskokatolickiego należą do parafii Trójcy Przenajświętszej w Starym Dzikowie.

## Części wsi
| SIMC    | Nazwa     | Rodzaj    |
| ------- | --------- | --------- |
| 0611525 | Maziarnia | część wsi |
| 0611531 | Witki     | część wsi |

## Historia
Moszczanica istniała przed 1402 rokiem. W tym roku nastąpiła ugoda Marcisa z Wrocimowic z braćmi Mikołajem i Jakubem z Winiar o sprzedaż sołtysostwa w Moszczanicy.
W 1717 roku Adam Mikołaj Sieniawski (1666–1726) – hetman wielki koronny, właściciel wsi – wydał stosowny dokument o samodzielnej organizacji w Moszczanicy.
We wsi istnieje dawna cerkiew greckokatolicka o planie trójdzielnym z dominującą w bryle nawą, pw. św. Michała Archanioła wybudowana w 1719 roku i przebudowana w 1930 roku (wzniesiono wówczas nowy babiniec i zmieniono kopułę nad nawą). W latach 1947–1991 była rzymskokatolicką kaplicą filialną. Na osi cerkwi istnieje drewniana dzwonnica, wzniesiona przed 1890 roku.

## Oświata
Początki szkolnictwa w Moszczanicy rozpoczęły się w 1891 roku, gdy powstała szkoła ludowa filialna. Przydatnym źródłem archiwalnym, do poznawania historii szkolnictwa w Galicji są austriackie Szematyzmy Galicji i Lodomerii, które podają wykaz szkół trywialnych i ludowych, wraz z nazwiskami ich nauczycieli. Pierwszym nauczycielem został Alfred Beigart. Od 1892 roku szkoła była 2-klasowa, a w latach 1908-1912 nauczycielką pomocnicą była Michalina Załuska.
Nauczyciele kierujący
1891–1893. Alfred Beigart.
1893–1905. Karolina Pychowa.
1905–1906. Felicja Ostrowska.
1906–1808. Jakub Sander.
1908–1912. Julia Załuska.
1912–1914(?). Karolina Pychowa.
Obecnie szkoła jest filią szkoły podstawowej w Cewkowie.